# Sạn (vật dụng nhà bếp)

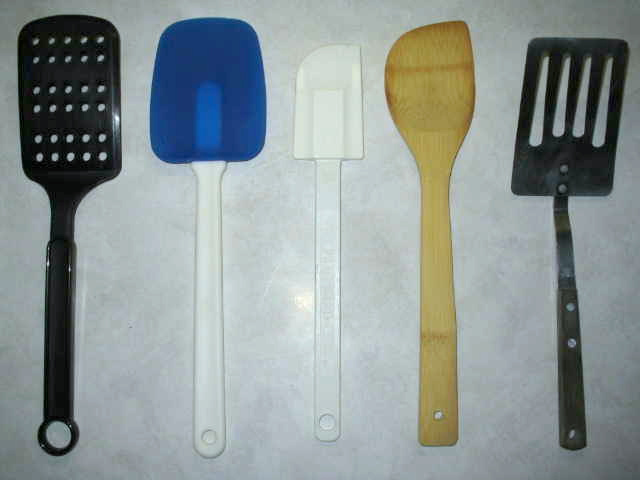
Một số loại sạn khác nhau

Sạn là một dụng cụ trong nhà bếp dùng nấu nướng. Sạn có hình thù giống cái muỗng nhưng gần như dẹp, to khoảng lòng bàn tay, có cán để cầm. Khác với muỗng, sạn không dùng để múc chất lỏng như canh mà chủ yếu để đảo trộn thức trong chảo. Lòng sạn có khi khoét lỗ để dầu mỡ trút ra khi múc lên nếu dùng chiên.
Sạn gần như là vật dụng thiết yếu đi kèm với cái chảo gang khi nấu những món như hủ tiếu xào và mì xào
Có loại sạn cứng dùng để vét thức ăn trong nồi hay để xới cơm. Loại sạn đầu mềm thì có thể dùng để trét kem.